# Lijst van rijksmonumenten in Druten (plaats)
De plaats Druten telt 15 inschrijvingen in het rijksmonumentenregister. Hieronder een overzicht.
| Object                                                   | Oorspronkelijke functie?  | Bouwjaar                        | Architect           | Locatie             | Coördinaten?                  | Nr.?   | Afbeelding        |
| -------------------------------------------------------- | ------------------------- | ------------------------------- | ------------------- | ------------------- | ----------------------------- | ------ | ----------------- |
| Ambtshuis                                                | Woonhuis                  | wellicht 16e eeuw               |                     | Ambtshuisstraat 3   | 51° 53' 35" NB, 5° 36' 31" OL | 14143  | Meer afbeeldingen |
| Gepleisterd rechthoekig huis met verdieping en schilddak | Woonhuis                  | mogelijk 17e eeuw               |                     | Hogestraat 11       | 51° 53' 28" NB, 5° 36' 32" OL | 14144  | Meer afbeeldingen |
| Boerenhuis                                               | Boerderij                 | waarschijnlijk 18e eeuw         |                     | Hogestraat 19       | 51° 53' 26" NB, 5° 36' 32" OL | 14145  | Meer afbeeldingen |
| Boerenhuis                                               | Boerderij                 | waarschijnlijk 18e eeuw         |                     | Hogestraat 21       | 51° 53' 26" NB, 5° 36' 32" OL | 14146  | Meer afbeeldingen |
| Boerenhuis                                               | Boerderij                 | 17e eeuw                        |                     | Hogestraat 63       | 51° 53' 20" NB, 5° 36' 26" OL | 14147  | Meer afbeeldingen |
| Boerderij gedateerd op een der muurankers 1811           | Boerderij                 | 1811 (muurankers)               |                     | Hogestraat 18       | 51° 53' 24" NB, 5° 36' 33" OL | 14148  | Meer afbeeldingen |
| Witgepleisterd huis met verdieping en afgeknot schilddak | Woonhuis                  | derde kwart 19e eeuw (karakter) |                     | Kattenburg 33       | 51° 53' 31" NB, 5° 36' 37" OL | 14149  | Meer afbeeldingen |
| Theekoepel                                               | Bijgebouwen kastelen enz. | 18e eeuw                        |                     | Waalbandijk bij 180 | 51° 53' 45" NB, 5° 36' 19" OL | 14152  | Meer afbeeldingen |
| H.H. Ewalden-kerk                                        | Kerk en kerkonderdeel     | 1874                            | P.J.H. Cuypers      | Hogestraat 2        | 51° 53' 29" NB, 5° 36' 36" OL | 409259 | Meer afbeeldingen |
| Weltevreden                                              | Woonhuis                  | 1881                            |                     | Heersweg 13         | 51° 53' 32" NB, 5° 36' 14" OL | 523810 | Meer afbeeldingen |
| R.K. Pastorie                                            | Kerkelijke dienstwoning   | 1874-1879                       | P.J.H. Cuypers      | Hogestraat 4        | 51° 53' 28" NB, 5° 36' 35" OL | 523811 | Meer afbeeldingen |
| Transformatorhuisje type G4L met hekwerk en muur         | Nutsbedrijf               | circa 1925                      | Gerrit Versteeg Sr. | Hooistraat 2        | 51° 53' 37" NB, 5° 36' 32" OL | 523812 | Meer afbeeldingen |
| Tabaksmagazijn                                           | Opslag                    | 1874                            |                     | Hooistraat 42       | 51° 53' 35" NB, 5° 36' 44" OL | 523813 | Meer afbeeldingen |
| Vrijstaand rij gedetailleerd woonhuis met hek            | Woonhuis                  | 1904                            |                     | Kattenburg 15       | 51° 53' 31" NB, 5° 36' 43" OL | 523814 | Meer afbeeldingen |
| Postkantoor                                              | Overheidsgebouw           | 1902-1903                       |                     | Kattenburg 17       | 51° 53' 32" NB, 5° 36' 42" OL | 523815 | Meer afbeeldingen |